# Bataille de Launac
La bataille de Launac se déroule le 5 décembre 1362, elle voit la victoire de Gaston III de Foix-Béarn, dit Fébus, sur le clan Armagnac-Maison d'Albret. Cette victoire lui assure la domination militaire et financière sur le piémont pyrénéen.

## Déroulement
Foix-Béarn et Armagnac sont en conflit au sujet du comté de Bigorre, les deux maisons réclamant son contrôle. Après de nombreux accrochages, les deux camps profitent des flottements liés à la guerre de Cent Ans pour vider leur querelle. Contrairement à la tradition de ne pas entrer en campagne en hiver, Fébus décide d'attaquer Armagnac depuis le pays de Foix, à travers la plaine toulousaine. Il rencontre les troupes de la coalition Armagnac-Albret près de Launac, probablement sur la commune de Thil le 5 décembre 1362. 
Le rapport de force est largement à l'avantage du côté Armagnac, mais ses troupes sont peu mobiles et manquent d'archers ainsi que d'infanterie. Jean Ier d'Armagnac, déjà fait prisonnier en Italie, fait partie de cette chevalerie pensant encore que le combat se résume à un assaut frontal. Fébus réussit à contrer l'attaque de Jean Ier par un mouvement d'encerclement. Il réplique ici à plus petite échelle les batailles de Crécy et de Poitiers. Fébus remporte une victoire écrasante, il fait prisonnier les nobles du pays d'Albret, d'Armagnac et de Comminges, récupérant au passage d'énormes rançons. Cette victoire permet à Fébus d'assurer sa domination militaire, politique et financière sur l'ensemble du piémont pyrénéen. 